# Central European Time
| Azzurro | Western European Time (UTC+0)                                      |
| Blu     | Western European Time (UTC+0) Western European Summer Time (UTC+1) |
| Rosso   | Central European Time (UTC+1) Central European Summer Time (UTC+2) |
| Giallo  | Ora di Kaliningrad (UTC+2).                                        |
| Ocra    | Eastern European Time (UTC+2) Eastern European Summer Time (UTC+3) |
| Verde   | Ora di Mosca (UTC+3)                                               |

Il Tempo dell'Europa Centrale – più precisamente Ora dell'Europa Centrale od Ora Centrale Europea (in sigla TEC/OCE; dall'ingl. Central European Time, comunemente indicato a livello internazionale con l'acronimo CET) – designa il fuso orario dell'Europa centrale. Corrispondente allo West Africa Time, è fissato un'ora avanti rispetto al tempo coordinato universale ed è impiegato in gran parte dell'Europa. Il suo scostamento temporale è UTC+1 quando è in vigore l'ora solare. Tutti i paesi europei lo abbandonano nel periodo estivo (in cui vige l'ora legale), passando al fuso orario UTC+2 chiamato Central European Summer Time.
Il CET era conosciuto anche col nome di Middle European Time (Tempo Centro Europeo) o come Berlin Time (Ora di Berlino): il riferimento alla capitale tedesca si doveva alla condizione di essere la maggiore città nelle vicinanze del meridiano 15º E, ma anche al fatto che l'inserimento di molti paesi dell'Europa occidentale in questo fuso orario, in particolare la Francia, fu originariamente imposta dalle armate naziste durante la Seconda guerra mondiale. In passato si poteva trovare anche la denominazione tedesca Mitteleuropäische Zeit, abbreviata in MEZ.

## Utilizzo

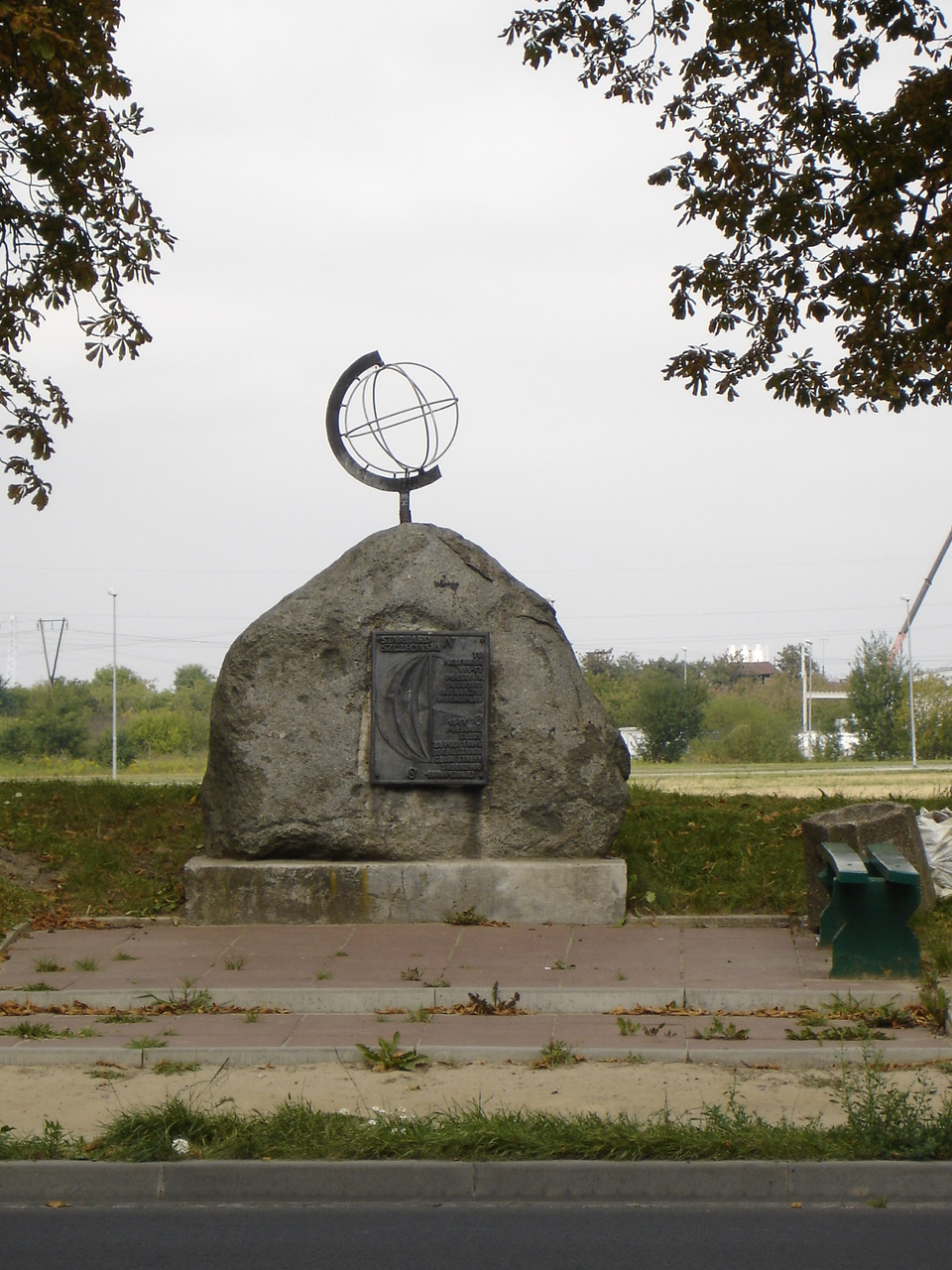
Monumento '15. Meridiano', Stargard, Polonia

I seguenti stati e territori dipendenti adottano il Central European Time esclusivamente nel periodo invernale, a partire dalle 1:00 UTC dell'ultima domenica di ottobre fino alle 1:00 UTC dell'ultima domenica di marzo:
- Albania, dal 1914
- Andorra, dal 1946
- Austria, dal 1893
- Belgio, nel periodo 1914-19 e poi dal 1940
- Bosnia ed Erzegovina, dal 1884
- Croazia, dal 1884
- Repubblica Ceca, dal 1891
- Danimarca (colonie escluse), dal 1894
- Francia (colonie escluse), dal 1940 con una interruzione nel periodo 1944-45
- Germania, dal 1893
- Ungheria, dal 1890
- Italia, dal 1º Novembre 1893[2][3][4][5][6][7]
- Liechtenstein, dal 1894
- Lussemburgo, nel periodo 1904-18 e poi dal 1940
- Macedonia del Nord, dal 1884
- Malta, dal 1893
- Monaco, dal 1945
- Montenegro, dal 1884
- Norvegia, dal 1895
- Paesi Bassi (colonie escluse), dal 1940
- Polonia, nel periodo 1915-18 e poi dal 1922
- San Marino, dal 1893
- Serbia, dal 1884
- Slovacchia, dal 1890
- Slovenia, dal 1884
- Spagna (escluse le Canarie), dal 1940
- Svezia, dal 1900
- Svizzera, dal 1894
- Città del Vaticano, dal 1893
- territorio britannico di Gibilterra, dal 1957

per un totale che supera i 417 milioni di persone corrispondente agli abitanti dei suddetti paesi.
In estate viene usato invece il Central European Summer Time.
Prima della seconda guerra mondiale, la Lituania utilizzò il CET (allora MEZ) nel periodo 1920-1940. La Spagna lo adottò il 7 marzo 1940. Durante la guerra, la Germania adottò questo fuso orario per tutti i territori occupati. In Francia, Belgio, Paesi Bassi e Lussemburgo il "Central European Time" fu mantenuto anche dopo il reintegro della propria sovranità. Monaco, Andorra e Gibilterra adottarono invece il CET nel dopoguerra.
La Gran Bretagna e l'Irlanda adottarono in via sperimentale il CET nel periodo 1968-1971, nel tentativo di uniformarsi all'orario dell'allora CEE. Si trattò di un esperimento impopolare e di breve durata, principalmente a causa del gran numero di incidenti stradali, molti dei quali coinvolsero degli scolari, durante le mattine del periodo invernale. Gli incidenti furono imputati all'aumento di un'ora del nuovo fuso orario adottato. Esso aumentava di un'ora la luce in più la sera ma riduceva di un'ora la luminosità delle già cupe mattine invernali inglesi. Infatti se prima il sorgere del sole in alcuni periodi dell'anno avveniva alle 6:30 con il passaggio al CET il sorgere del sole avveniva un'ora dopo alle 7:30 e gli scolari dovevano andare a scuola mentre era ancora buio.
Similarmente alle isole britanniche e con le stesse finalità commerciali verso la CEE, anche il Portogallo utilizzò il CET nel periodo 1966-1976 e 1992-96. Anche nel paese lusitano tale esperimento si infranse contro l'innaturalità geografica di una simile decisione.

## Anomalie

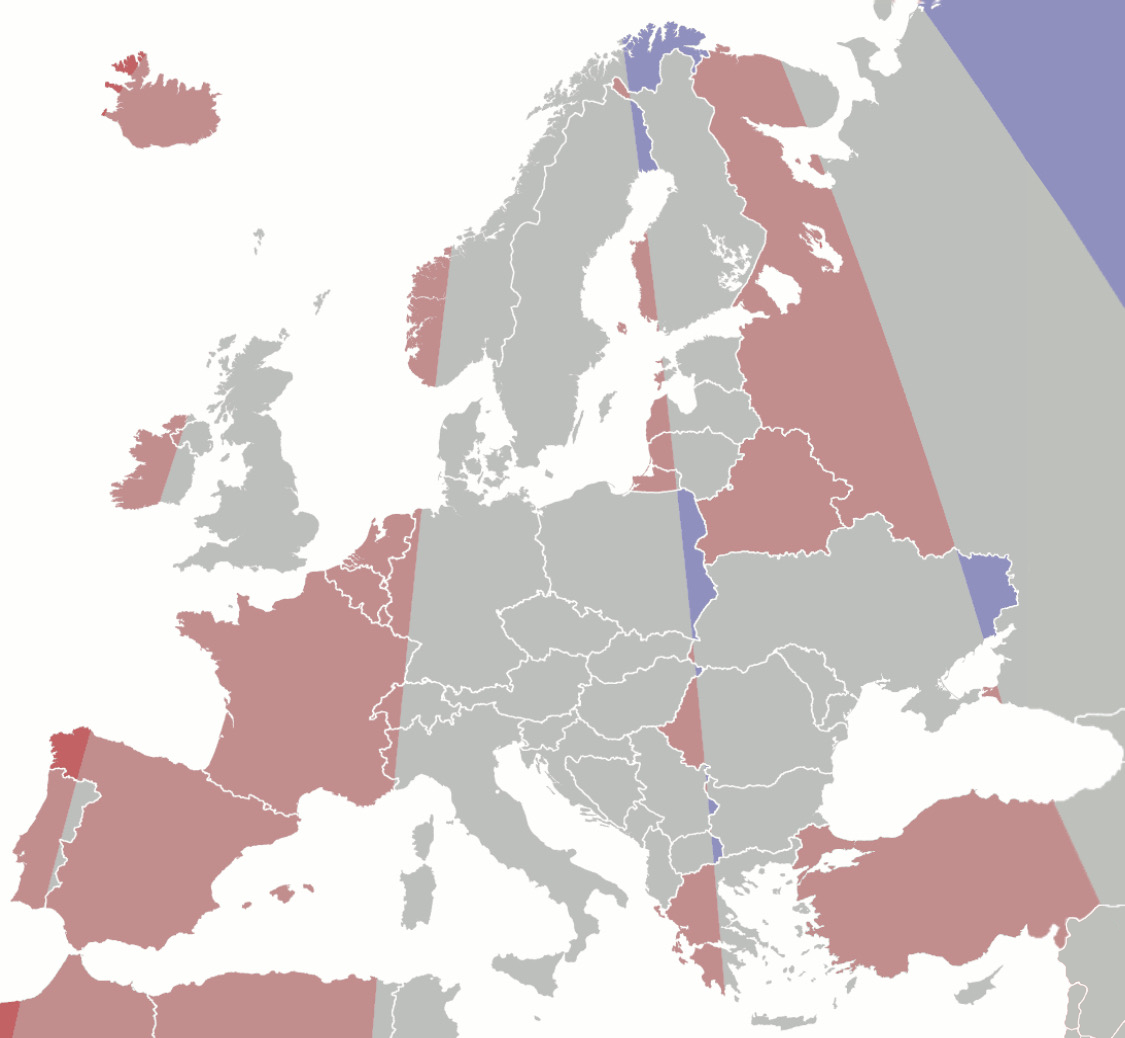
Differenze in Europa tra l'ora di uno Stato e l'ora locale media in inverno. Grigio: Scostamento entro +/- 30' Rosso: Tra -30' e -1h 30'
Rosso scuro: Tra -1h 30' e -2h 30'
Azzurro: Tra +30' e +1h 30'

I fusi orari sono stati tracciati sulla base di criteri geopolitici oltre che geografici; di conseguenza non seguono precisamente le linee dei meridiani, sia perché una porzione di uno stato può sbordarne fuori, sia perché addirittura stati interi che geograficamente ne sarebbero fuori possono decidere di rientrarvi. Il fuso CET (UTC+1), pur essendo stato creato esclusivamente sulla base di valutazioni geografiche, non corrisponde esattamente all'area compresa fra 7° 30' E e 22° 30' E; come conseguenza, vi sono località che adottano il fuso UTC+2 o altri fusi orari (non in Europa, si veda l'immagine qui a lato) pur rientrando nell'area UTC+1.
È presente anche il caso contrario ovvero di località che dovrebbero appartenere al fuso UTC (in Europa nella maggior parte dei casi), UTC-1 (la Spagna occidentale) o all'UTC+2 (le regioni orientali di Norvegia, Polonia e Serbia) ma che adottano l'UTC+1.
Una lista di queste anomalie, nella regione europea (si faccia riferimento alla figura qui a lato):

### Località a ovest del meridiano 7° 30' O (in teoria UTC-1) che utilizzano UTC+1
Le regioni occidentali della Spagna (Galizia): per esempio la città di La Coruña; Capo Finisterre, situata a 9° 16' O di longitudine, è il punto più occidentale dove viene utilizzato il CET.

### Località comprese tra 7° 30' O e 7° 30' E (in teoria UTC) che utilizzano UTC+1
- Andorra
- Belgio
- Francia eccetto la parte più orientale, come una parte dell'Alsazia, ad esempio Strasburgo; la Corsica e una buona parte della Val Roja francese.
- Le zone più a ovest della Germania che includono le città di Saarbrücken, Düsseldorf, Aquisgrana e Treviri
- L'estrema parte occidentale dell'Italia comprendente la città di Aosta in Valle d'Aosta e Cuneo in Piemonte oltre ad una minuscola propaggine della Liguria
- Lussemburgo
- Monaco
- Paesi Bassi
- La regione occidentale della Norvegia comprendente le città di Bergen e Stavanger
- Spagna con l'eccezione della parte più occidentale
- Parte della Svizzera a ovest di Berna (inclusa), comprendendo anche Ginevra, Losanna e Friburgo

### Località a est di 22° 30' E (in teoria UTC+2) che adottano UTC+1
- La parte più orientale della Macedonia del Nord comprendente la città di Strumica
- L'estremo lembo orientale della Serbia, nel distretto di Pirot comprendente l'omonima cittadina
- Le zone dell'Ungheria e la Slovacchia che confinano da nord a sud con l'Oblast' della Transcarpazia e situate leggermente a est dell'asse Vásárosnamény (Ungheria) - Užhorod (Ucraina) (entrambe le cittadine si trovano a 22 18' E)
- La parte più orientale della Polonia, comprese le città di Lublino e Białystok
- L'estremità nord-orientale della Svezia, nella Provincia di Norrbotten, comprese le città di Kalix e Haparanda
- La parte nord-orientale della Norvegia, che si trova a nord della Finlandia, che coincide all'incirca con la contea di Finnmark; ad esempio Vadsø, capitale della Finnmark, ha una longitudine di 23 49′ E. Addirittura, la città più a est della Norvegia, Vardø, si trova a 30 51′ E, che significa essere più a est perfino del meridiano centrale dell'EET (UTC+2), ovvero più a est di Istanbul e Alessandria d'Egitto. Esiste addirittura un punto "tri-fuso" (dove si incontrano UTC+1, UTC+2, e UTC+3) nel punto di confine tra Norvegia, Finlandia e Russia (si guardi la città di Nautsi in questa mappa), unico punto con questa caratteristica in Europa. È interessante eseguire questo esperimento mentale guardando la mappa: si supponga di essere nel punto più occidentale dell'area rossa (l'area di Jäniskoski-Niskakoski); questo appartiene alla giurisdizione russa, quindi il fuso orario li è UTC+3. Si prenda quindi una direzione nord-orientale (NE); ben presto ci si troverà in territorio finlandese, quindi nel fuso UTC+2. Continuando in tale direzione si raggiungerà infine il confine tra Finlandia e Norvegia entrando in quest'ultima, passando quindi nel fuso orario UTC+1. In questo modo, spostandosi in modo da trovarsi più a est del punto di partenza, si passerà da UTC+3 a UTC+2 a UTC+1, cosa che normalmente avviene viaggiando verso ovest.

### Località a ovest di 22° 30' E (in teoria UTC+1) che adottano UTC+2
- La parte più occidentale della Grecia, comprese le città di Patrasso, Ioannina e l'isola di Corfù
- L'estremità occidentale dei distretti bulgari di Vidin e Kjustendil
- La parte più occidentale della Romania, comprendente gran parte dell'area dei distretti di Caraș-Severin, Timiș (capitale Timișoara), Arad, e Bihor, oltre alle punte occidentali deli distretti di Mehedinți e Satu Mare
- L'estremità occidentale dell'Ucraina, vicino al confine con Ungheria e Slovacchia, nell'Oblast' della Transcarpazia, che essenzialmente comprende la città di Užhorod e i suoi dintorni
- L'Oblast' di Kaliningrad, quasi interamente
- La Lituania occidentale, comprese le città di Klaipėda, Tauragė e Telšiai
- La Lettonia occidentale, comprese le città di Liepāja e Ventspils
- Le parti occidentali delle isole estoni di Saaremaa e Hiiumaa, compresa la capitale della Contea di Saaremaa, Kuressaare
- La costa sudoccidentale della Finlandia, compresa la città di Turku; e anche le Isole Åland (appartenenti alla Finlandia)
- La Libia, tranne per un breve esperimento dopo la rivoluzione del 2013

## Aree metropolitane principali
- Amburgo, Germania
- Amsterdam, Paesi Bassi
- Barcellona, Spagna
- Bari, Italia
- Belgrado, Serbia
- Berlino, Germania
- Bratislava, Slovacchia
- Bruxelles, Belgio
- Budapest, Ungheria
- Copenaghen, Danimarca
- Cracovia, Polonia
- Francoforte, Germania
- Genova, Italia
- Ginevra, Svizzera
- Lubiana, Slovenia
- Madrid, Spagna
- Milano, Italia
- Monaco di Baviera, Germania
- Napoli, Italia
- Łódź, Polonia
- Oslo, Norvegia
- Palermo, Italia
- Parigi, Francia
- Praga, Repubblica Ceca
- Roma, Italia
- Rotterdam, Paesi Bassi
- Skopje, Macedonia del Nord
- Stoccolma, Svezia
- Tirana, Albania
- Torino, Italia
- Vienna, Austria
- Varsavia, Polonia
- Zagabria, Croazia
- Zurigo, Svizzera